# Eda Warren
Eda Warren (* 17. Oktober 1903 in Denver, Colorado; † 15. Juli 1980 in Los Angeles, Kalifornien) war eine US-amerikanische Filmeditorin.
Eda Warren war ab Mitte der 1920er Jahre bis 1968 als Editorin für die US-Filmindustrie tätig. In dieser Zeit wirkte sie an 77 Film- und Fernsehproduktionen mit.

## Filmografie (Auswahl)
- 1929: Der Kiebitz (The Kibitzer)
- 1930: The Right to Love
- 1933: Hotel auf dem Ozean (Luxury Liner)
- 1935: Die Farm am Mississippi (So Red the Rose)
- 1936: Der General starb im Morgengrauen (The General Died at Dawn)
- 1937: Swing High, Swing Low
- 1938: The Big Broadcast of 1938
- 1942: Fräulein Mama (The Lady Is Willing)
- 1942: Meine Frau, die Hexe (I Married a Witch)
- 1944: The Hitler Gang
- 1945: Oh, Susanne! (The Affairs of Susan)
- 1946: In Ketten um Kap Horn (Two Years Before the Mast)
- 1947: California
- 1948: Die Nacht hat tausend Augen (Night Has a Thousand Eyes)
- 1949: Der Agent aus der Hölle (Alias Nick Beal)
- 1950: Flammendes Tal (Copper Canyon)
- 1951: Ein Satansweib (His Kind of a Woman)
- 1951: U-Kreuzer Tigerhai (Submarine Command)
- 1952: Bleichgesicht Junior (Son of Paleface)
- 1953: Pony-Express (Pony Express)
- 1955: In geheimer Kommandosache (Strategic Air Command)
- 1956: Planet des Grauens (World Without End)
- 1959: Die den Tod nicht fürchten (The Wreck of the Mary Deare)
- 1961: Die jungen Wilden (The Young Savages)
- 1962: Flucht aus Zahrain (Escape from Zahrain)
- 1962: Taras Bulba
- 1966–1967: Teils heiter, teils wolkig (Love on a Rooftop, Fernsehserie, 12 Folgen)